# Néhou
Néhou est une commune française, située dans le département de la Manche en région Normandie, peuplée de 608 habitants.

## Géographie

### Localisation
La commune est située au cœur du département de la Manche.
Les communes limitrophes sont Magneville, Bricquebec-en-Cotentin, Golleville, Sainte-Colombe, Saint-Jacques-de-Néhou et Saint-Sauveur-le-Vicomte.

### Hydrographie
La commune est située dans le bassin Seine-Normandie. Elle est drainée par la Douve, la Scye, la Saudre, un bras de la Saudre, le cours d'eau 01 de la Poissonnerie, le cours d'eau 01 des Forges de Vardon, le cours d'eau 01 des Fourquettes, le cours d'eau 02 de la Baronnie, la rivière de Sainte-Colombe, la rivière du Pont du Boille, le ruisseau de Pellevilain et divers autres petits cours d'eau,.
La Douve, d'une longueur de 79 km, prend sa source dans la commune de Tollevast et se jette dans la baie de Seine à Carentan-les-Marais, après avoir traversé 28 communes. Son débit moyen mensuel est de 9,35 m3/s. Le débit moyen journalier maximum est de 72,3 m3/s, atteint lors de la crue du 3 janvier 2024. Le débit instantané maximal est quant à lui de 78,9 m3/s, atteint le même jour.

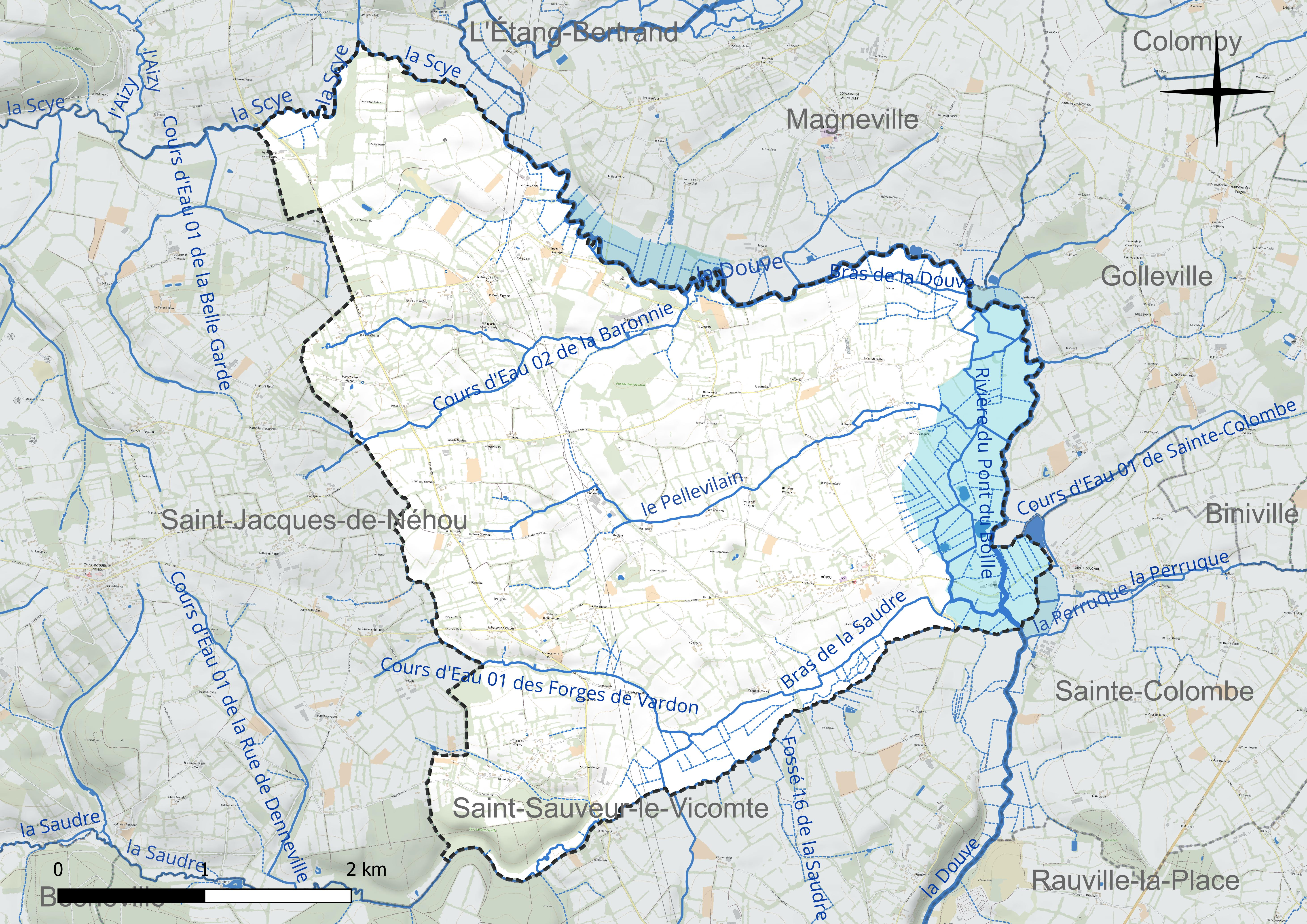
Réseau hydrographique de Néhou.

La Scye, d'une longueur de 27 km, prend sa source dans la commune de Pierreville et se jette dans la Douve en limite de la commune et de Bricquebec-en-Cotentin, après avoir traversé huit communes.
La Sauldre, d'une longueur de 14 km, prend sa source dans la commune de Saint-Maurice-en-Cotentin et se jette dans la Douve en limite de Saint-Sauveur-le-Vicomte et de Néhou, après avoir traversé six communes.

### Climat
Pour des articles plus généraux, voir Climat de la Normandie et Climat de la Manche.
En 2010, le climat de la commune est de type climat océanique franc, selon une étude du CNRS s'appuyant sur une série de données couvrant la période 1971-2000. En 2020, Météo-France publie une typologie des climats de la France métropolitaine dans laquelle la commune est exposée à un climat océanique et est dans la région climatique Normandie (Cotentin, Orne), caractérisée par une pluviométrie relativement élevée (850 mm/a) et un été frais (15,5 °C) et venté. Parallèlement le GIEC normand, un groupe régional d’experts sur le climat, différencie quant à lui, dans une étude de 2020, trois grands types de climats pour la région Normandie, nuancés à une échelle plus fine par les facteurs géographiques locaux. La commune est, selon ce zonage, exposée à un « climat maritime », correspondant au Cotentin et à l'ouest du département de la Manche, frais, humide et pluvieux, où les contrastes pluviométrique et thermique sont parfois très prononcés en quelques kilomètres quand le relief est marqué.
Pour la période 1971-2000, la température annuelle moyenne est de 11,1 °C, avec une amplitude thermique annuelle de 11,1 °C. Le cumul annuel moyen de précipitations est de 882 mm, avec 13,4 jours de précipitations en janvier et 7,4 jours en juillet. Pour la période 1991-2020, la température moyenne annuelle observée sur la station météorologique la plus proche, située sur la commune de Sainte-Marie-du-Mont à 23 km à vol d'oiseau, est de 11,6 °C et le cumul annuel moyen de précipitations est de 890,0 mm,. Pour l'avenir, les paramètres climatiques de la commune estimés pour 2050 selon différents scénarios d’émission de gaz à effet de serre sont consultables sur un site dédié publié par Météo-France en novembre 2022.

### Milieux naturels et biodiversité
La commune arbore une végétation typique, des champs entourés de haies bocagères, des petits bois et des marais.

## Urbanisme

### Typologie
Au 1er janvier 2024, Néhou est catégorisée commune rurale à habitat dispersé, selon la nouvelle grille communale de densité à sept niveaux définie par l'Insee en 2022.
Elle est située hors unité urbaine.
Par ailleurs la commune fait partie de l'aire d'attraction de Cherbourg-en-Cotentin, dont elle est une commune de la couronne,. Cette aire, qui regroupe 77 communes, est catégorisée dans les aires de 50 000 à moins de 200 000 habitants,.

### Occupation des sols
L'occupation des sols de la commune, telle qu'elle ressort de la base de données européenne d’occupation biophysique des sols Corine Land Cover (CLC), est marquée par l'importance des territoires agricoles (96 % en 2018), une proportion identique à celle de 1990 (96 %).
La répartition détaillée en 2018 est la suivante : prairies (67,7 %), terres arables (14,6 %), zones agricoles hétérogènes (13,8 %), forêts (4 %).

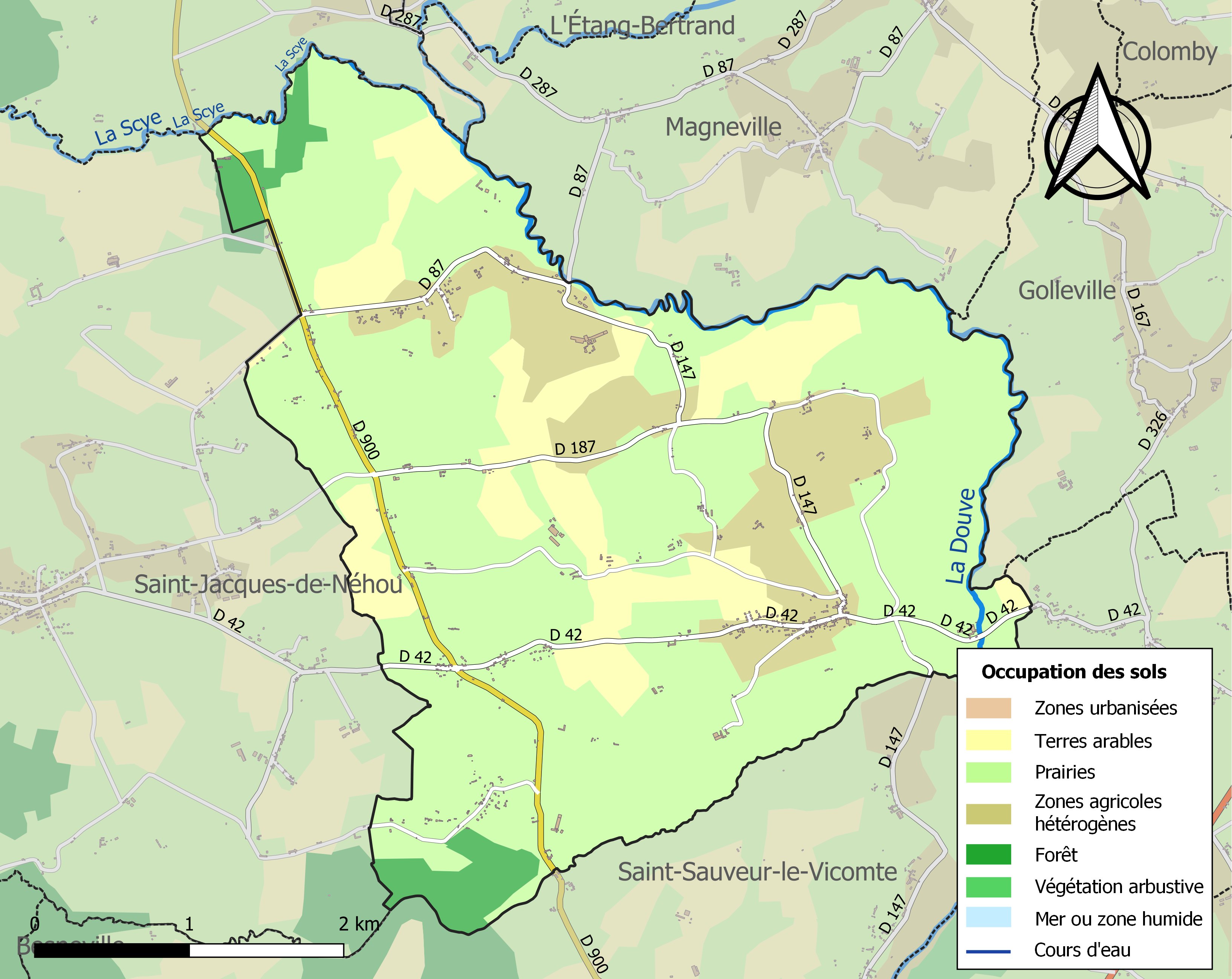
Carte des infrastructures et de l'occupation des sols de la commune en 2018 (CLC).

L'évolution de l’occupation des sols de la commune et de ses infrastructures peut être observée sur les différentes représentations cartographiques du territoire : la carte de Cassini (XVIIIe siècle), la carte d'état-major (1820-1866) et les cartes ou photos aériennes de l'IGN pour la période actuelle (1950 à aujourd'hui).

## Toponymie
Le nom de la localité est attesté sous les formes Neahou / Nigelli hulmus au XIIe siècle, Nigelli Humo en 1159/1181, Neauhou vers 1175 (Wace), Nealhou en 1195, Neahou / Nealhou vers 1212, Neauhou de manière récurrente.
L'explication du premier élément Né- par l'anthroponyme scandinave Njáll, emprunté au gaëlique Nial, emporte l'adhésion de tous les toponymistes modernes,,. Il se perpétue dans le nom de famille normand Néel fréquent dans le Cotentin et dans le pays de Caux.
En revanche, si la plupart des sources s'accordent pour voir dans l'élément -hou un appellatif anglo-saxon hōh, variante hō « talon », puis « promontoire en forme de talon, dominant la plaine ou la mer ; escarpement rocheux, rivage abrupt », ou encore « légère élévation »,, seuls René Lepelley et Jean Renaud considèrent qu'il s'agit du vieux norrois holmr « île, îlot », en se basant dans ce cas, sur les formes latinisées Nigellihulmus au XIIe siècle et Nigelli Humo en 1159. On remarque cependant que l'élément Nigelli- correspond à une latinisation erronée de Njáll, d'après l'ancien français neel « nielle » issu effectivement du bas latin nigellu, d'où le prénom anglais Nigel utilisé d'abord pour nommer les Néel normands.
Par ailleurs, holmr utilisé en tant que second élément d'un toponyme a régulièrement abouti à -homme / -onne, comme dans Robehomme (Calvados ; Raimberti Hulmus 1083, Ramberti Hulmus 1149) ; Suhomme, ancien hameau à Varaville (Calvados, Suhomme 1753/1785) ; les Échommes, hameau à Saint-Senier-sous-Avranches (Manche, Eschehoume 1517) ; Engehomme (Eure, Engo homme sans date) , nom d’une île de la Seine devant Martot ; les communes de Grand-Couronne et Petit-Couronne (Seine-Maritime, Corhulma 1032/1035 , Corone 1261/1270). En revanche, les formes en -hou sont strictement parallèles à l'emploi de l'anglo-saxon hōh dans la toponymie anglaise, devenu -hoo, -hoe ou -(h)ow, comme dans Northoo (Suffolk) ; Poddinghoo (Worcestershire) ; Millhoo (Essex) ; Fingringhoe (Essex) ; Rainow (Cheshire), etc..
Le Néel en question est probablement un Néel de Saint-Sauveur, prénom héréditaire des seigneurs de Saint-Sauveur-le-Vicomte.
On retrouve ce prénom dans Néville-sur-Mer (Manche ; Neevilla XIIe siècle, Nigevilla XIIe siècle) et Néville (Seine-Maritime), où un R. Neel tenait un fief vers 1210.

## Histoire

### Moyen Âge
Au Moyen Âge, Néhou est un gros village avec un château fort, édifice aujourd'hui disparu. Le domaine possession de Néel Ier de Saint-Sauveur et Néel II (v. XIe et XIIe siècles) est confisqué en 1047 par Guillaume le Conquérant qui le donne à Baudouin de Meules qui le transmet à Richard de Reviers.
En août 1261, Guillaume de Vernon est qualifié de seigneur de Néhou dans la charte qu'il rédige confirmant à l'abbaye de Lessay la donation, faite à eux par Robert de Glatigny, d'une rente de 100 sous tournois dans la terre de Barneville. C'est probablement le même qui, en avril 1275, qualifié de seigneur de Néhou, par charte, donne 50 sous tournois de rente annuelle à l'abbaye de Lessay dans sa terre de Barneville, et qui, en 1278, est qualifié de chevalier, seigneur de Barneville et de Néhou dans une donation qu'il a faite à l'abbaye de Blanchelande d'une rente de 50 sous sur la terre et le marché de Barneville.
La paroisse disposait à la Clergerie d'une école, l'une des plus anciennes du Cotentin, fondée par le baron du lieu, Richard Ier de Reviers, et que tenait le chanoine, Raoul le Grammairien, qui y enseignait le latin, le grec ainsi que la théologie. Au tout début du XIIe siècle, ce même Richard fonde une collégiale à Néhou. Le texte de cette fondation est daté par : l'épiscopat de Raoul de Coutances vers 1093-1110 et la mention de Henri Ier roi d'Angleterre, soit une date de fondation aux environs de 1100-1110. Ce texte est d'autant plus important qu'il est le plus ancien connu à l'heure actuelle faisant mention du château de Néhou.
En 1463, lors de la recherche de noblesse de Montfaut, une branche cadette de la famille d'Auxais est maintenue noble dans la paroisse de Néhou.

### Temps modernes
En 1567, les héritiers du sieur de Mouy, de Langle de Néhou et Amfreville, sont taxés pour ces fiefs de 60 livres dans le rôle des nobles et roturiers, au titre du ban et de l'arrière ban de la vicomté de Coutances, réalisé par Gilles Dancel, seigneur d'Audouville, lieutenant général du bailli de Cotentin, tenu à Coutances les 20-22 octobre. L'Angle de Néhou, relevant du roi à Néhou, valait un tiers de baronnie.

### Époque contemporaine

#### Partition administrative
Une partition géographique et administrative de l'importante commune de Néhou, votée par la Chambre des députés et ratifiée, le 18 mai 1899, par le président de la République, Émile Loubet, donne naissance à deux entités administratives distinctes : les communes de Saint-Jacques-de-Néhou et de Saint-Georges-de-Néhou. En 1903, la commune de Saint-Georges-de-Néhou reprend le nom de Néhou (décret du 5 janvier 1903 du président du Conseil des ministres, ministre de l'Intérieur et des cultes, Émile Combes).

#### Seconde Guerre mondiale
Après le débarquement en juin 1944, le général Patton est placé à la tête de la 3e armée américaine, composante, sur l'aile droite, du 12e groupe d'armées américain, celui-ci sous les ordres d'Omar Bradley. Patton mène cette armée durant l'opération Cobra dont le but est de percer le front allemand dans le Cotentin. Il prépare les plans de cette fameuse percée d'Avranches en juillet 1944, à côté du hameau Blandamour, à deux kilomètres du bourg de Néhou.

## Politique et administration
| Période                                  | Période      | Identité                           | Étiquette | Qualité                                             |
| ---------------------------------------- | ------------ | ---------------------------------- | --------- | --------------------------------------------------- |
|                                          |              | Michel Travers Teinturier          |           |                                                     |
| 1795                                     | 1796         | P. Gaucher Travers                 |           |                                                     |
| 1796                                     | 1797         | Pierre A. Quettier                 |           |                                                     |
| …1800                                    | 1808         | Jean Ogé                           |           |                                                     |
| 1808                                     | 1815         | C. de Gouberville                  |           |                                                     |
| 1815                                     | 1831         | Jean Joseph Ogé                    |           |                                                     |
| 1832                                     | 1836         | Gilles Antoine Renouf              |           |                                                     |
| 1837                                     | 1838         | François Honoré Leroux             |           |                                                     |
| 1839                                     | 1845         | Louis Blandamour                   |           |                                                     |
| 1845                                     | 1848         | Corentin Hamel                     |           |                                                     |
| 1848                                     | 1850         | Robert Hue                         |           |                                                     |
| 1850                                     | 1856         | Jean-Joseph Ogé                    |           |                                                     |
| 1856                                     | 1866         | Alexandre Lefèvre de La Grimonière |           |                                                     |
| 1867                                     | 1870         | Auguste Leroux                     |           |                                                     |
| 1870                                     | 1871         | Georges Hue                        |           |                                                     |
| 1872                                     | 1878         | Jean Aimable Papillon              |           |                                                     |
| 1878                                     | 1880         | Jacques Travers                    |           |                                                     |
| 1880                                     | 1896         | Alexandre Laniepce                 |           |                                                     |
| 1896                                     | 1898         | Jean Racine                        |           |                                                     |
| 1898                                     | 1904         | Louis Leroux                       |           |                                                     |
| 1904                                     | 1908         | Auguste Bellay                     |           |                                                     |
| 1908                                     | 1929         | Félix Férey                        |           |                                                     |
| 1929                                     | 1932         | Alfred Hébert                      |           |                                                     |
| 1932                                     | 1941         | Désiré Tesson                      |           |                                                     |
| 1941                                     | 1947         | Alfred Cornière                    |           |                                                     |
| 1947                                     | 1953         | René Amchin                        |           |                                                     |
| 1953                                     | 1957         | Bon-Pierre Travers                 |           |                                                     |
| 1957                                     | 1977         | MauriceTesson                      |           |                                                     |
| 1977                                     | 1983         | Louis Doguet                       |           |                                                     |
| 1983                                     | mai 1994     | Jean Lechevallier (1)              |           | Retraité                                            |
| mai 1994                                 | mars 2001    | Louis Doguet                       | SE        | Retraité, maire par intérim de mai 1994 à mars 1995 |
| mars 2001                                | janvier 2008 | Jean-Marie Carton (1)              | SE        | Retraité EDF                                        |
| janvier 2008                             | mars 2008    | Ferdinand Lelaidier                | SE        | Retraité SNCF maire par intérim                     |
| mars 2008                                | En cours     | Dominique Jeanne                   | SE        | Agriculteur                                         |
| Les données manquantes sont à compléter. |              |                                    |           |                                                     |
| (1) : Mort au cours de son mandat.       |              |                                    |           |                                                     |

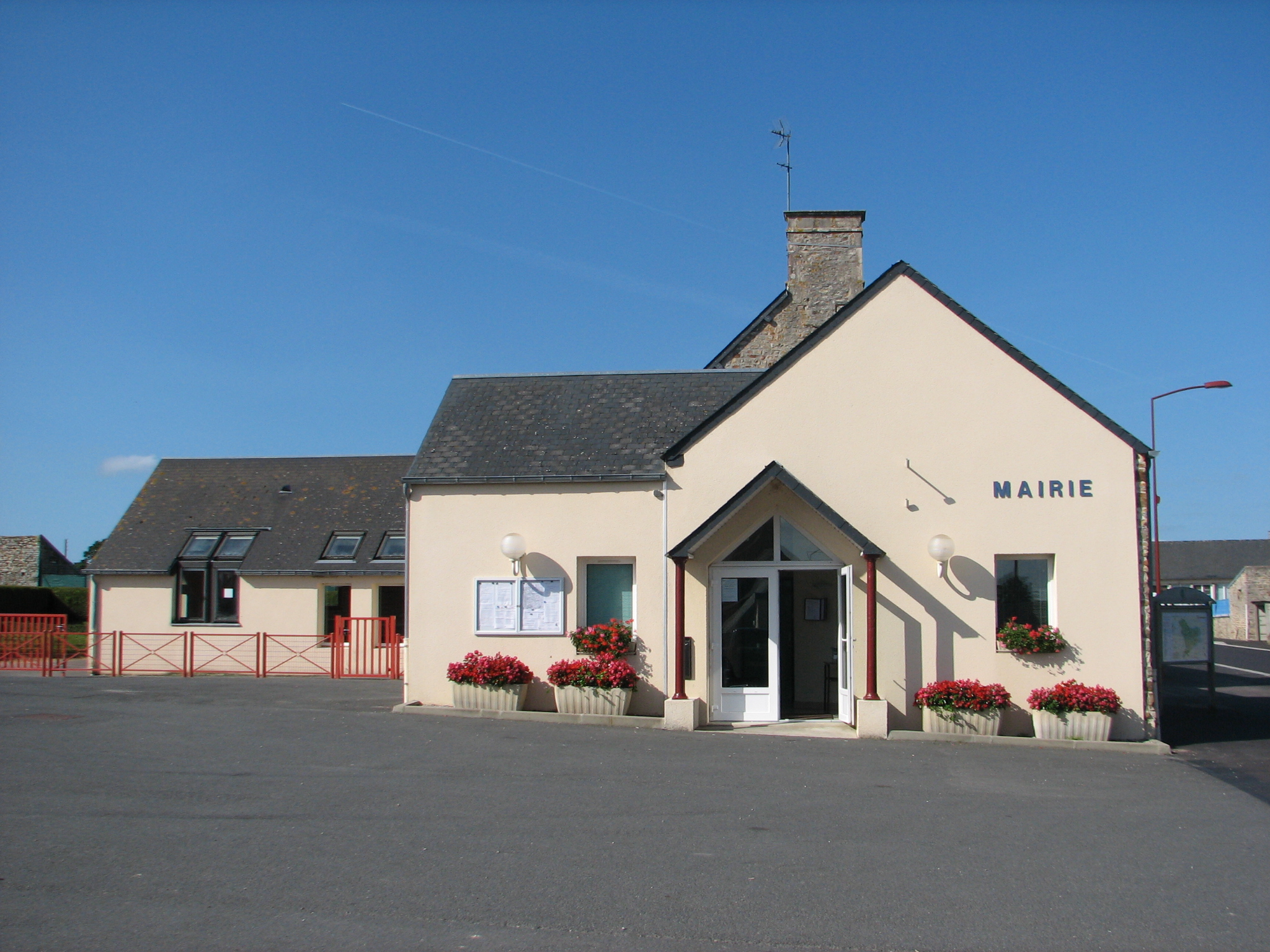
La mairie de Néhou.

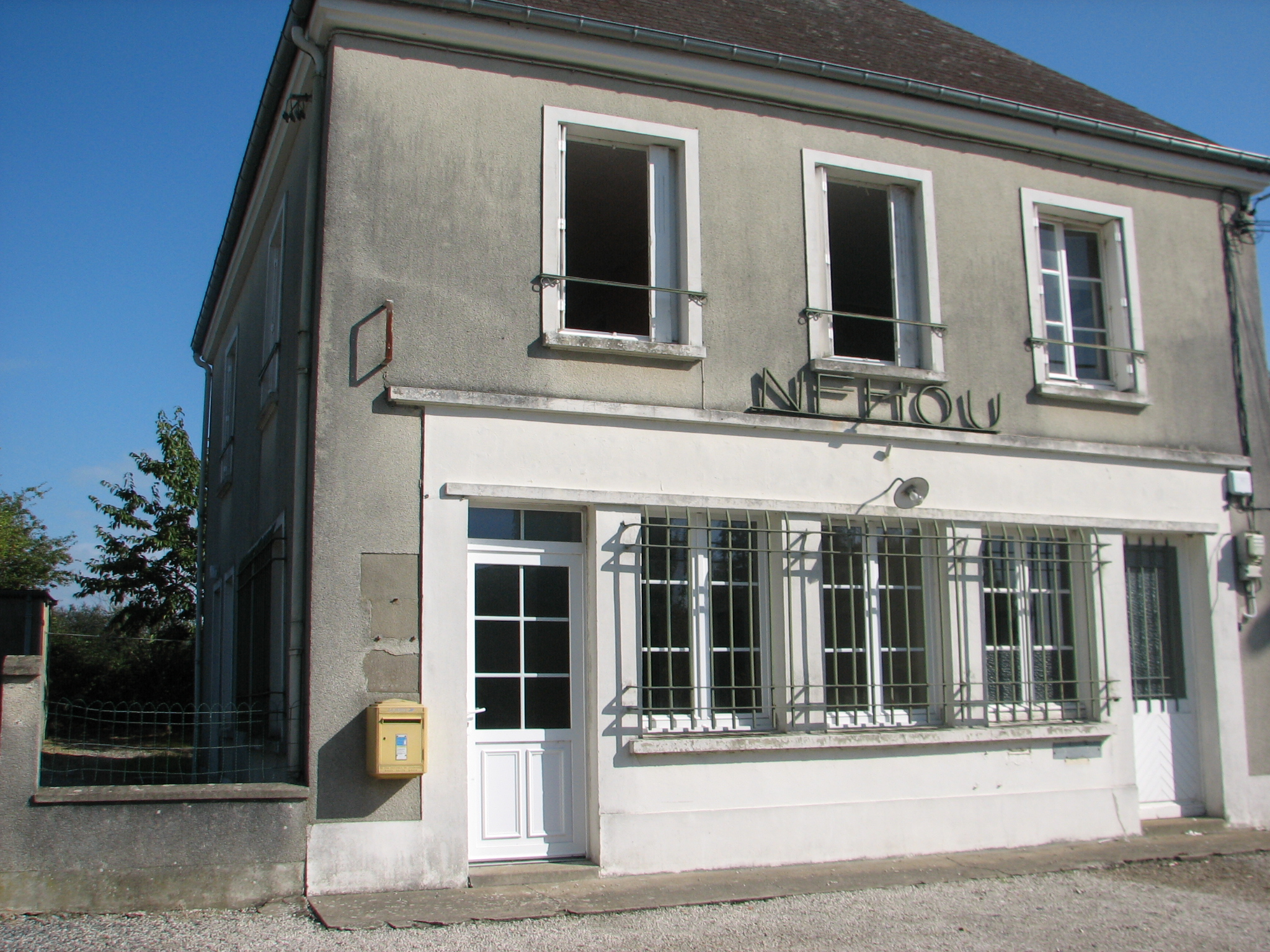
L'ancienne poste de Néhou (fermée le 31 décembre 2002).

Le conseil municipal est composé de quinze membres dont le maire et deux adjoints.

## Population et société
Les habitants de la commune sont appelés les Néhouais.

### Démographie

#### Évolution démographique
L'évolution du nombre d'habitants est connue à travers les recensements de la population effectués dans la commune depuis 1793. Pour les communes de moins de 10 000 habitants, une enquête de recensement portant sur toute la population est réalisée tous les cinq ans, les populations de référence des années intermédiaires étant quant à elles estimées par interpolation ou extrapolation. Pour la commune, le premier recensement exhaustif entrant dans le cadre du nouveau dispositif a été réalisé en 2005.
En 2022, la commune comptait 608 habitants, en évolution de −1,62 % par rapport à 2016 (Manche : −0,31 %, France hors Mayotte : +2,11 %).
En 1899, Néhou se scinde en deux communes : Saint-Jacques-de-Néhou et Saint-Georges-de-Néhou. Saint-Georges-de-Néhou se fait renommer Néhou (1903), et Saint-Jacques reste depuis indépendante.
| 1793  | 1800  | 1806  | 1821  | 1831  | 1836  | 1841  | 1846  | 1851  |
| ----- | ----- | ----- | ----- | ----- | ----- | ----- | ----- | ----- |
| 2 104 | 2 272 | 2 383 | 2 712 | 2 626 | 2 400 | 2 272 | 2 220 | 2 133 |

| 1856  | 1861  | 1866  | 1872  | 1876  | 1881  | 1886  | 1891  | 1896  |
| ----- | ----- | ----- | ----- | ----- | ----- | ----- | ----- | ----- |
| 1 997 | 2 007 | 2 048 | 1 877 | 1 901 | 1 715 | 1 748 | 1 625 | 1 430 |

| 1901 | 1906 | 1911 | 1921 | 1926 | 1931 | 1936 | 1946 | 1954 |
| ---- | ---- | ---- | ---- | ---- | ---- | ---- | ---- | ---- |
| 653  | 684  | 708  | 653  | 702  | 689  | 677  | 724  | 650  |

| 1962 | 1968 | 1975 | 1982 | 1990 | 1999 | 2005 | 2006 | 2010 |
| ---- | ---- | ---- | ---- | ---- | ---- | ---- | ---- | ---- |
| 590  | 544  | 461  | 445  | 443  | 440  | 510  | 521  | 553  |

| 2015 | 2020 | 2022 | - | - | - | - | - | - |
| ---- | ---- | ---- | - | - | - | - | - | - |
| 611  | 608  | 608  | - | - | - | - | - | - |

#### Pyramide des âges
La population de la commune est relativement jeune. En 2018, le taux de personnes d'un âge inférieur à 30 ans s'élève à 38,6 %, soit au-dessus de la moyenne départementale (31,2 %). À l'inverse, le taux de personnes d'âge supérieur à 60 ans est de 25,0 % la même année, alors qu'il est de 31,6 % au niveau départemental.
En 2018, la commune comptait 327 hommes pour 293 femmes, soit un taux de 52,74 % d'hommes, largement supérieur au taux départemental (48,79 %).
Les pyramides des âges de la commune et du département s'établissent comme suit.
| Hommes | Classe d’âge | Femmes |
| ------ | ------------ | ------ |
| 0,3    | 90 ou +      | 0,7    |
| 4,7    | 75-89 ans    | 9,4    |
| 15,9   | 60-74 ans    | 19,5   |
| 18,1   | 45-59 ans    | 16,4   |
| 17,8   | 30-44 ans    | 20,6   |
| 18,7   | 15-29 ans    | 14,3   |
| 24,6   | 0-14 ans     | 19,2   |

| Hommes | Classe d’âge | Femmes |
| ------ | ------------ | ------ |
| 1      | 90 ou +      | 2,6    |
| 8,8    | 75-89 ans    | 12,1   |
| 20,3   | 60-74 ans    | 20,8   |
| 20,7   | 45-59 ans    | 19,8   |
| 17     | 30-44 ans    | 15,9   |
| 15,5   | 15-29 ans    | 13,4   |
| 16,7   | 0-14 ans     | 15,4   |

## Culture locale et patrimoine

### Lieux et monuments
- Camp du général Patton : lieu stratégique de la préparation de la percée d'Avranches en juillet 1944 à côté du hameau Blandamour, à deux kilomètres du bourg de Néhou sur la D 187 symbolisé par un char Sherman M4 et une stèle.
- Église Saint-Georges des XIIe, XVIIe, XVIIIe – XXe siècles : petite église, avec avant-porche, à l'architecture romane et gothique avec belle fenêtre flamboyante. Elle abrite un maître-autel du XVIIIe, un bas-relief fragments d'un retable aux apôtres du XVIe, les statues de sainte Barbe, saint Georges, saint Martin et saint Évêque du XVIIIe, un tableau Sacré-Cœur du XIVe, des verrières du XXe, par E. Rault[35].
- Musée Patton à la mairie (ouvert uniquement l'été).
- Château de la Grimonnière du XVIIIe siècle et sa chapelle. Elle abrite une statue de sainte Venice et un groupe sculpté La Mise au tombeau du XVe classés au titre objet aux monuments historiques[50].
- Château de la Sillotte.
- Vestiges du château de Néhou du Xe siècle dont on voit encore les traces d'une forte motte. Il fut pris par les Anglais de 1370 à 1375 et de 1418 à 1450. Pour Salch qui reprend Frédéric Scuvée, un château est fondé à Néhou au XIIe siècle et reconstruit au XVe[51]. Avant la Révolution, le donjon se voyait encore[52].
- Vestiges d'une enceinte circulaire, aux confins de Magneville[51].
- Vestiges de retranchements, proches de la rivière Scye, en haut du coteau, en face du Pont Rault et des Petits-Prés[51].
- Ferme-manoir de la Baronnie du XVe siècle, chapelle et pigeonnier.
- Presbytère du XVIIIe siècle.
- Moulin de Roumard.
- Lavoir du Lude.
- Croix de cimetière du XVIIe siècle, croix de chemin dite croix du Siquet du XIXe siècle.

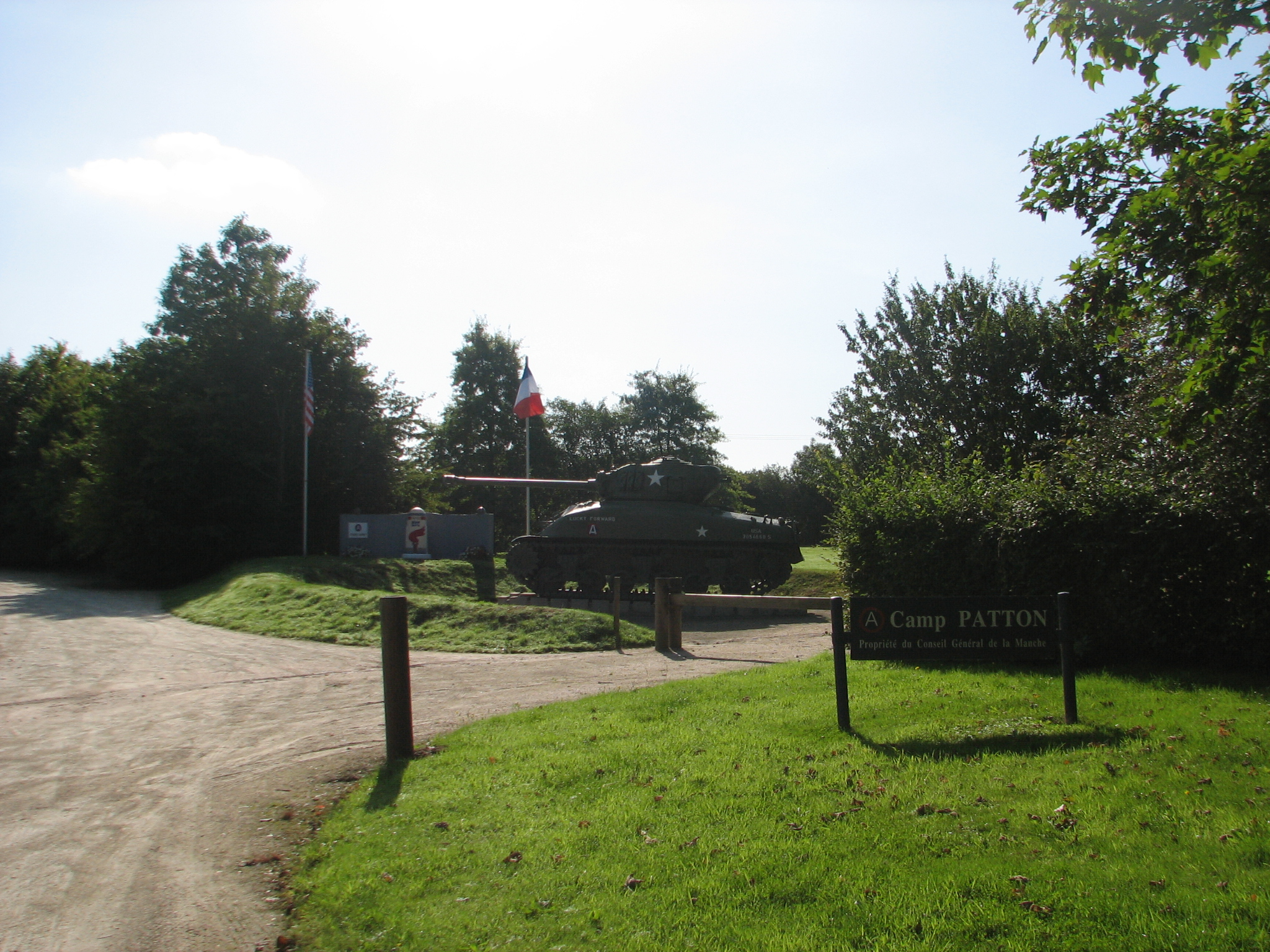
Le camp Patton.
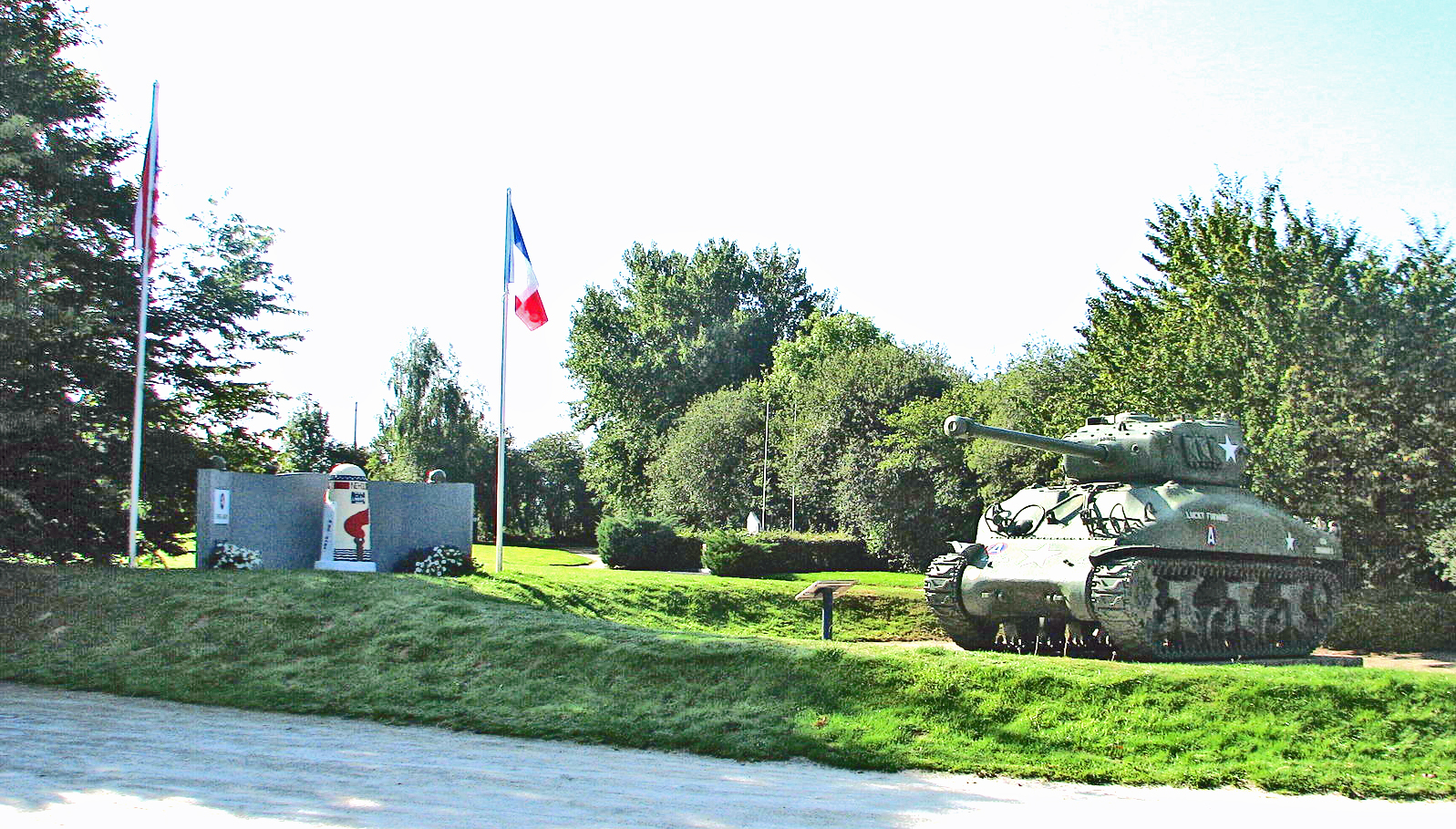
Le camp Patton.
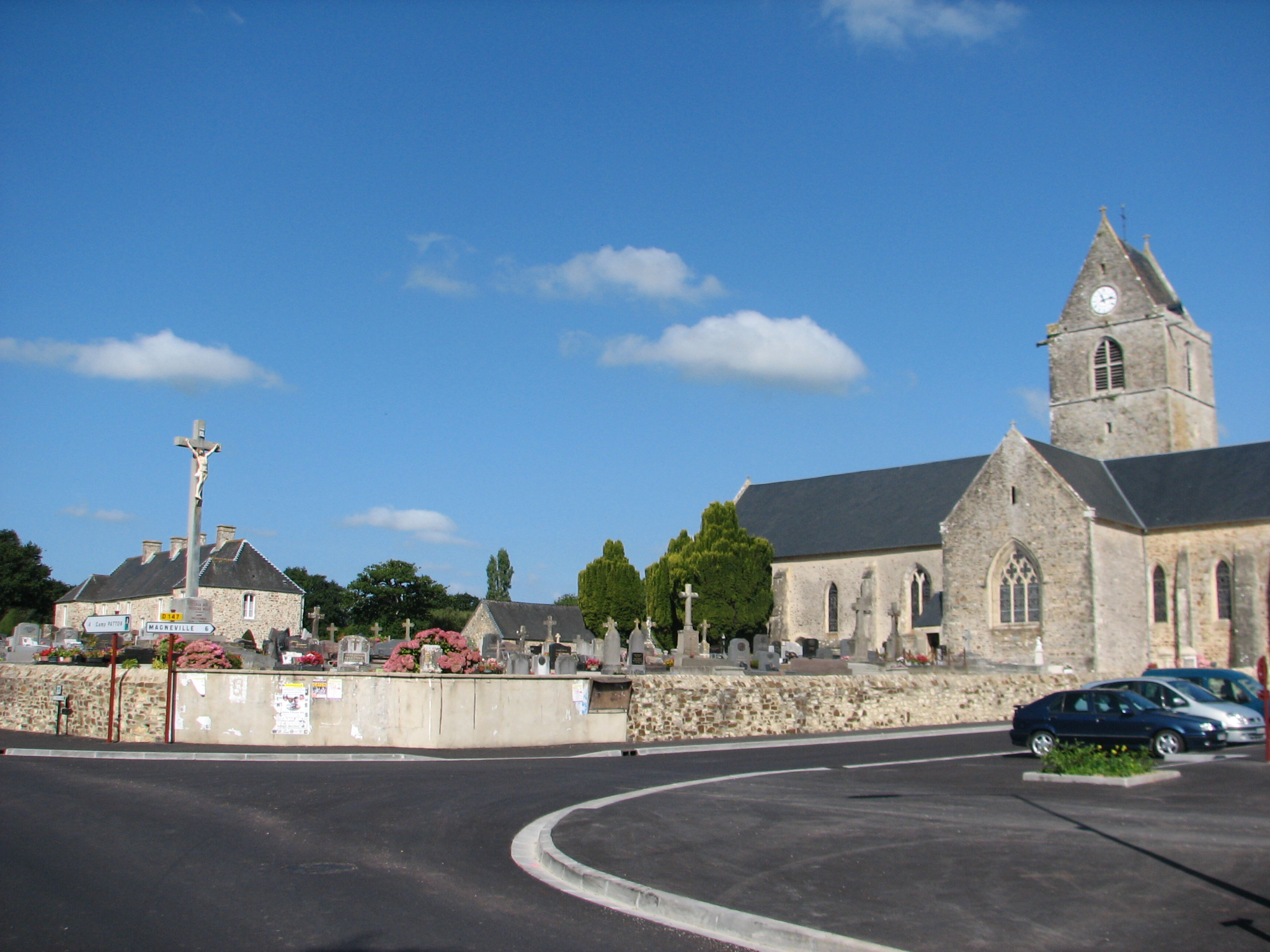
L'église Saint-Georges de Néhou.

### Personnalités liées à la commune
- Néel Ier de Saint-Sauveur et Néel II (v. XIe et XIIe siècles) reçurent le domaine qui prit le nom de Néhou[35].
- Bon-Jacques Ribet de Rugneville (Néhou, 1746 - Paris, 1809), négociant à Tourlaville, élu en 1792 député de la Manche à la Convention[35].
- Étienne Jacques Travers de Jever (Néhou, 1765 - Saint-Trond, 1827), général des armées de la République et de l'Empire.
- Eugène Lanti (Néhou, 1879 - Mexico, 1947), professeur, espérantophone et principal fondateur de l'Association mondiale anationale.

### Héraldique
| Armes de Néhou | Les armes de la commune de Néhou se blasonnent ainsi : D'or à six macles de gueules, 3, 2 et 1. Ce blason est inspiré des armoiries de la famille des Reviers-la-Beurrière. Le nom de Néhou fut inspiré par son prénom[pas clair] et le village fut élevé en une baronnie importante. |